# Simona (série télévisée)
Pour les articles homonymes, voir Simona.
Simona est une telenovela argentine diffusée entre le 22 janvier et le 31 août 2018 sur El Trece,,.

## Synopsis
Simona est une jeune femme heureuse et amusante; sûr d'elle et de ce qu'elle veut. C'est une adolescente qui a dû surmonter des difficultés depuis qu'elle était très jeune: elle a dû apprendre à grandir sans ses parents comme guides.

## Acteurs et personnages
- Ángela Torres : Simona Sánchez Mendoza
- Gastón Soffriti : Romeo Guerrico
- Juan Darthés : Diego Guerrico
- Ana María Orozco : Marilina Mendoza
- Romina Gaetani : Sienna Velasco
- Agustín Casanova : Dante Guerrico
- Federico Olivera : Santiago Solano
- Renato Quattordio : Lucas "Junior" Guerrico
- Mercedes Scápola : Ángeles "Angie" Buero
- Darío Barassi : Pablo "Paul" Medina
- María Rosa Fugazot : Rosa Sánchez
- Thais Rippel : Maria Luisa "Chipi" Sánchez
- Florencia Vigna : Trinidad "Trini" Berutti
- Stefanía Roitman : Lucila "Lula" Achával
- Marcelo Mazzarello : Juan Alberto "Johnny" Lambaré
- Vanesa Butera : Lucrecia Juárez
- Minerva Casero : Ailín Medina
- Fausto Bengoechea : Piru
- Andrés Gil : Leonardo "Leo"
- Agustina Cabo : Agustina Becker
- Patricia Echegoyen : Javiera Fornide
- Yayo Guridi : Oscar Torreta
- Christian Inglize : Alan

## Diffusion
- El Trece (2018)
- Teledoce (2018)
- Canal 5 (Televisa)
- SIC K (2022)
- Game One (2022)[4]

### Sources
- (es) Cet article est partiellement ou en totalité issu de l’article de Wikipédia en espagnol intitulé « Simona » (voir la liste des auteurs).